# Осиновка (приток Волманги)
Осиновка — река в России, протекает в Даровском районе Кировской области. Устье реки находится в 78 км по правому берегу реки Волманга. Длина реки составляет 13 км.
Исток реки в болотах в 56 км к северо-западу от посёлка Даровской. Река течёт на северо-запад. До впадения справа реки Северная Осиновка также называется Полдневая Осиновка. Всё течение реки проходит по ненаселённому заболоченному лесу. Впадает в Волмангу в урочище Макаров Починок.

## Данные водного реестра
По данным государственного водного реестра России относится к Камскому бассейновому округу, водохозяйственный участок реки — Вятка от города Киров до города Котельнич, речной подбассейн реки — Вятка. Речной бассейн реки — Кама.
По данным геоинформационной системы водохозяйственного районирования территории РФ, подготовленной Федеральным агентством водных ресурсов:
- Код водного объекта в государственном водном реестре — 10010300312111100035164
- Код по гидрологической изученности (ГИ) — 111103516
- Код бассейна — 10.01.03.003
- Номер тома по ГИ — 11
- Выпуск по ГИ — 1